# Sonda Solar Parker
La «Sonda Solar Parker» (o "Parker Solar Probe" en inglés) es una sonda espacial de la NASA que tiene como objetivo estudiar y monitorear la corona solar exterior y el comportamiento del Sol.
Buscará acercarse hasta cerca de los 9,86 radios solares (6,2 millones de kilómetros de la fotósfera) y para 2025 viajará, en su aproximación más cercana, a una velocidad aproximada de 690 000 km/h (0,064 % de la velocidad de la luz).
Es el objeto más rápido construido por humanos en la historia y el más cercano a su estrella.
El proyecto se anunció en el año fiscal 2009, con un coste de 1,5 mil millones de dólares americanos, y la nave espacial fue diseñada y construida por el Laboratorio de Física Aplicada de la Universidad Johns Hopkins. Fue lanzada el 12 de agosto de 2018 y su nombre se debe al físico Eugene Parker, profesor emérito de la Universidad de Chicago, convirtiéndose en la primera nave espacial de la NASA en llevar el nombre de una persona viva (hasta el fallecimiento de Parker en marzo de 2022).
Una tarjeta de memoria que contiene los nombres de más de 1,1 millones de personas se montó en una placa e instaló bajo la antena de alta ganancia de la sonda espacial. También incluye fotos del físico estadounidense y una copia de su artículo científico de 1958, en el que predijo aspectos importantes sobre la física solar.
A finales de octubre de 2018, la «sonda solar Parker» se convirtió en el objeto artificial más cercano al Sol, pasando a menos de 42,7 millones de kilómetros de la superficie solar, récord que hasta el momento se encontraba en el establecido por la nave espacial Helios 2 en abril de 1976.
En su perihelio del 21 de noviembre de 2021, su acercamiento más cercano al Sol fue de 8,5 millones de kilómetros, distancia luego superada en cada uno de los dos sobrevuelos restantes de Venus.

## Historia

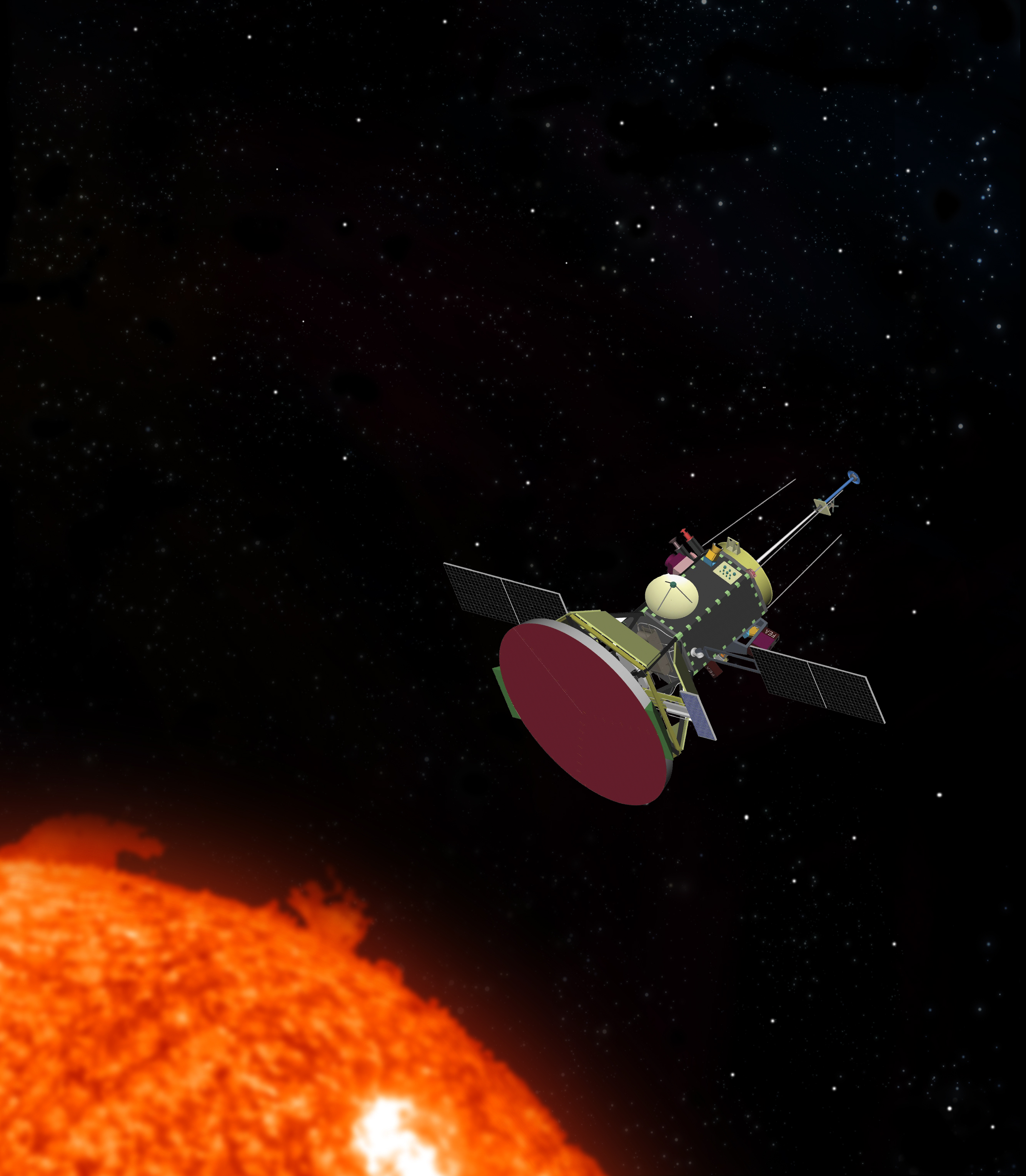
Concepción artística de la Sonda Solar Parker.

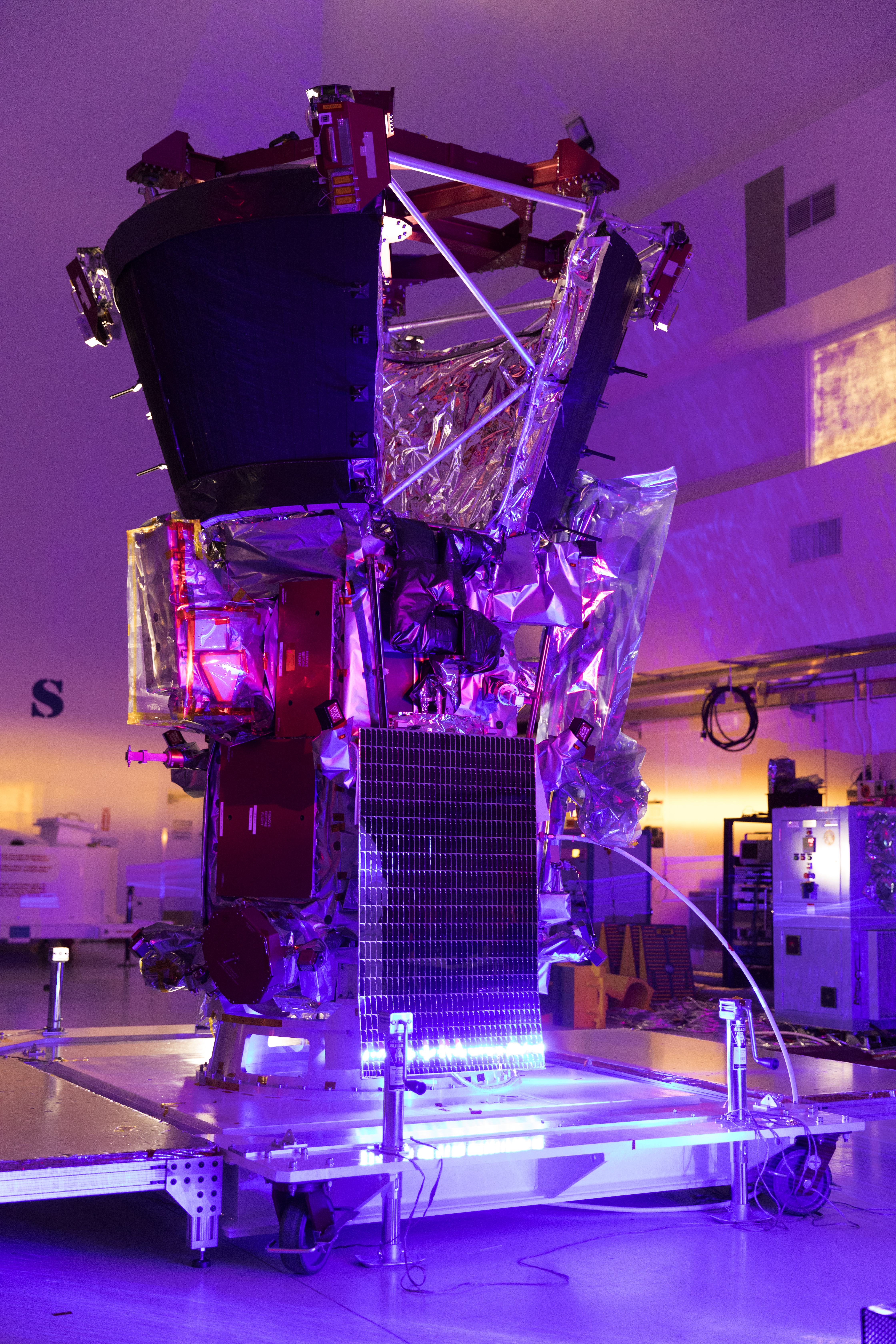
La prueba de luz de barra en la planta de procesamiento Astrotech.

El concepto de la «Sonda Solar Parker» se originó a partir de su proyecto de origen, el antecesor «Solar Orbiter», concebido en la década de 1990. Similar en diseño y objetivos, la misión de la «Sonda Solar Parker» sirvió como una de las piezas principales del programa formulado por la NASA del mismo nombre Planeta Exterior/Sondas solares (OPSP). Las tres primeras misiones del programa que fueron planificadas en su planteamiento inicial fueron el «Solar Orbiter», la misión de reconocimiento «Plutón Kuiper Express» de Plutón y el cinturón de Kuiper, y la misión de astrobiología «Europa Orbiter», que se centró en la luna de Júpiter, Europa. Tras el nombramiento de Sean O'Keefe como Administrador de la NASA, el programa OPSP fue cancelado en su totalidad como parte de la petición del presupuesto federal de los Estados Unidos de 2003 del entonces Presidente George W. Bush. La administración de O'Keefe argumentó y se basó en la necesidad de una reestructuración de la NASA y sus proyectos, en línea con la propuesta de la administración de Bush, y el deseo de la NASA para centrarse en "la investigación, desarrollo y solución de gestión de defectos".
La cancelación del programa, también resultó en la cancelación temprana del proyecto «Nuevos Horizontes», la misión que finalmente había ganado el concurso para sustituir al «Pluton of Kuiper Express» en el antiguo programa OPSP. La misión, que al final sería lanzada como la primera del programa «Nuevas Fronteras», un concepto sucesor del OPSP, se sometió a una larga batalla política para asegurar la financiación de su lanzamiento, que se produjo en 2006. Los planes para la misión de la «Sonda Solar Parker», en este caso, fueron incorporados finalmente a un proyecto de menor coste, el «Solar Probe Plus», a inicios de la década de 2010.
De ese modo, en mayo de 2017, la nave espacial fue rebautizada con el nombre de «Parker Solar Probe» («Sonda Solar Parker») en honor al astrofísico Eugene Parker.

## Visión general
La «Sonda Solar Parker» será, pues, la primera aeronave en sobrevolar la corona solar. Este viaje determinará la estructura y dinámica del campo magnético de la corona de nuestra estrella, el Sol, y tratará de entender cómo la corona solar y el viento solar, se calientan y aceleran, y buscará determinar los procesos que aceleran las partículas energéticas. La misión diseñada para la «Sonda Solar Parker» utilizará repetidas asistencias de gravedad de Venus para disminuir paulatinamente su perihelio orbital, con el fin de pasar múltiples veces por el Sol finalmente, y varias veces, a aproximadamente 8,5 radios solares, o aproximadamente 6 millones de km.
Los sistemas de la nave están diseñados para soportar el extremo de la radiación y el calor cerca del Sol, donde la intensidad del Sol es de aproximadamente 520 veces mayor a la intensidad en órbita de la Tierra, gracias el uso de un escudo solar. El protector solar es de 11,4 cm de espesor y está hecho de un compuesto de carbono–carbono reforzado, diseñado para soportar temperaturas fuera de la nave espacial de unos 1377 °C. El escudo es hexagonal y está montado en la cara lateral de la nave espacial hacia el Sol. Los sistemas espaciales y los instrumentos científicos se encuentran en la parte central del escudo que da sombra, donde la radiación directa del Sol es totalmente bloqueada. Si el escudo no está entre la nave espacial y el Sol, la Sonda sufriría daños y quedaría inoperante en segundos. Como la comunicación por radio con la Tierra va a tomar alrededor de ocho minutos, la Sonda tendrá que actuar de forma autónoma, y rápidamente para protegerse a sí misma. Según el científico al cargo del proyecto Nicky Fox, el equipo la describe como "la más autónoma de las naves espaciales que han volado".
La alimentación principal de la Sonda para la misión es un doble sistema de paneles solares (matrices fotovoltaicas). Una de las matrices fotovoltaicas principales, utilizada para la porción de la misión fuera de 0,25US$AU, será retraída detrás del escudo de sombra durante la aproximación al Sol, y una matriz secundaria mucho más pequeña de la nave espacial se utilizará durante la aproximación más cercana. Esta matriz secundaria hace uso de refrigeración por bombeo de fluido para mantener la temperatura de funcionamiento.

### Trayectoria

Animación de la trayectoria de la sonda solar Parker desde el 7 de agosto de 2018 hasta el 29 de agosto de 2025
Parker Solar Probe·
Sol·
Mercurio·
Venus·
Tierra

Velocidad y distancia del Sol desde la Sonda Solar Parker.

Parcela de Voyager 2 velocidad heliocéntrica contra su distancia del Sol, ilustrando el uso de gravedad que sirve para acelerar la aeronave por Júpiter, Saturno y Urano. Utilizando la misma técnica pero con Venus, la sonda Parker desacelerará para bajar su órbita.

La trayectoria de la nave espacial incluirá siete sobrevuelos a Venus a lo largo de casi siete años, para reducir gradualmente su órbita elíptica alrededor del Sol, en un total de 24 órbitas. La fase científica tendrá lugar durante esos 7 años, centrándose en los períodos en los que la nave espacial estará más cerca del Sol. Por el entorno extremo, en condiciones de cercanía a la extrema radiación solar, se ha pronosticado que la radiación causará ciertos efectos a la aeronave como daños de radiación en materiales y electrónica e interrupciones de comunicación, por lo que la órbita será altamente elíptica con tiempos cortos cerca del Sol.
La trayectoria requiere de un lanzamiento de alta energía, por lo que la sonda se lanzó en un vehículo de lanzamiento Delta IV Heavy, y de una etapa superior basada en el motor de cohete de combustible sólido STAR 48BV. Las asistencias gravitatorias interplanetarias proporcionarán una mayor desaceleración relativa a su órbita heliocéntrica, las cuales pueden resultar en un récord de velocidad heliocéntrica en el perihelio. Como la Sonda pasa alrededor del Sol, va a alcanzar una velocidad de hasta 200 km/s, que de manera temporal lo harán el objeto más rápido creado por el ser humano, casi tres veces más rápido que el actual poseedor del récord, Helios-B. Como cada objeto en una órbita, debido al efecto de la gravedad, la nave espacial se acelerará a medida que se acerque a su perihelio, luego se irá reduciendo hasta que llegue a su afelio.

### Velocidad
La «Sonda Solar Parker» es la nave espacial más veloz jamás construida por el ser humano. Según las previsiones de la NASA, alcanzará una velocidad punta de 700 000 kilómetros por hora, en el momento en que se encuentre rodeando al Sol, lo que supone el equivalente a recorrer en un minuto los casi 11 000 kilómetros que separan a Tokio y Nueva York.

## Objetivos científicos
Los objetivos de la misión son:

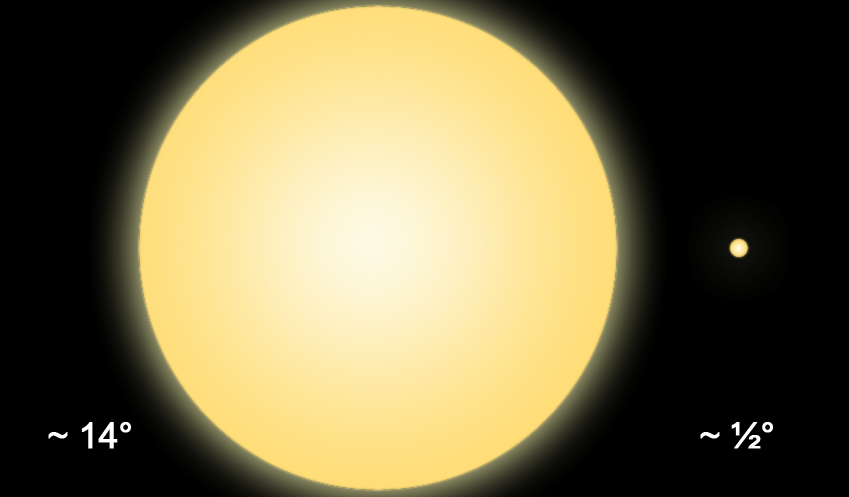
Tamaño aparente del Sol visto desde la órbita de la sonda solar Parker en comparación con su tamaño aparente visto desde la Tierra.

- Trazar el flujo de energía que calienta la corona y acelera el viento solar.
- Determinar la estructura y la dinámica de los campos magnéticos en las fuentes del viento solar.
- Determinar qué mecanismos aceleran y transportan partículas energéticas.

## Instrumentos dela Sonda
- Investigación de campos electromagnéticos (FIELDS, por sus siglas en inglés) — Esta investigación hará mediciones directas de los campos eléctricos y campos magnéticos, ondas de radio, vectores de Poynting, densidad absoluta del plasma y temperatura de electrones. Sus instrumentos principales son dos magnetómetros de saturación, un magnetómetro de búsqueda de bobina, y cinco sensores de voltaje de plasma. El investigador Principal es Stuart Bale de la Universidad de California, Berkeley.
- Investigación de ciencias integradas del Sol (ISIS)— Esta investigación va a medir los electrones energéticos, protones e iones pesados. Está compuesto por dos instrumentos independientes, EPI-Hi y EPI-Lo. El investigador principal es David McComas de la Universidad de Princeton.
- Cámara de campo amplio de la sonda solar (WISPR)— Estos telescopios ópticos adquieren imágenes de la corona y el interior de la heliosfera. El investigador principal es Russell Howard del Laboratorio de Investigación Naval.
- Electrones, partículas alfa y protones de viento solar (SWEAP)—Esta investigación contará los electrones, protones e iones de helio y medirá sus propiedades como velocidad, densidad, y temperatura. Sus instrumentos principales son dos analizadores electrostáticos y una copa de Faraday. El investigador principal es Justin Kasper de la Universidad de Míchigan y el Observatorio Astrofísico Smithsoniano.
- Orígenes Heliosféricos con la «Sonda Solar Plus» (HeliOSPP) es una teoría y modelado de investigación para maximizar el resultado científico de la misión. El investigador principal es Marco Velli de la UCLA y el Laboratorio de Propulsión a Chorro (JPL).

## Línea de tiempo

Velocidad de la sonda y distancia al Sol, desde el lanzamiento hasta 2026. ①{color

El perihelio significa el punto de la órbita más cercana de la PSP al Sol.
| Año  | Eventos                     | Eventos                                            | Eventos                                            | Eventos                                            | Eventos                     | Eventos                      | Eventos                                           | Eventos                                           | Eventos                                               | Eventos                                                        | Eventos                                           | Eventos                                                      | Eventos                                                      | Eventos                                                      |
| Año  | enero                       | febrero                                            | marzo                                              | abril                                              | mayo                        | junio                        | julio                                             | agosto                                            | septiembre                                            | octubre                                                        | noviembre                                         | diciembre                                                    |                                                              |                                                              |
| ---- | --------------------------- | -------------------------------------------------- | -------------------------------------------------- | -------------------------------------------------- | --------------------------- | ---------------------------- | ------------------------------------------------- | ------------------------------------------------- | ----------------------------------------------------- | -------------------------------------------------------------- | ------------------------------------------------- | ------------------------------------------------------------ | ------------------------------------------------------------ | ------------------------------------------------------------ |
| 2018 |                             |                                                    |                                                    |                                                    |                             |                              |                                                   | 12 de agosto lanzamiento                          | 28 de septiembre primer sobrevuelo a Venus (150 días) | 28 de septiembre primer sobrevuelo a Venus (150 días)          | 1 de noviembre Perihelio N.º 1                    | 1 de noviembre Perihelio N.º 1                               |                                                              |                                                              |
| 2019 |                             |                                                    | 31 de marzo Perihelio N.º 2                        | 31 de marzo Perihelio N.º 2                        |                             |                              |                                                   | 28 de agosto Perihelio N.º 3                      | 28 de agosto Perihelio N.º 3                          |                                                                |                                                   | 21 de diciembre segundo sobrevuelo a Venus (130 días)        | 21 de diciembre segundo sobrevuelo a Venus (130 días)        | 21 de diciembre segundo sobrevuelo a Venus (130 días)        |
| 2020 |                             |                                                    |                                                    |                                                    |                             |                              | 6 de julio tercer sobrevuelo a Venus (112,5 días) | 6 de julio tercer sobrevuelo a Venus (112,5 días) | 6 de julio tercer sobrevuelo a Venus (112,5 días)     |                                                                |                                                   |                                                              |                                                              |                                                              |
| 2021 | 13 de enero Perihelio N.º 7 | 13 de enero Perihelio N.º 7                        |                                                    | 24 de abril Perihelio N.º 8                        | 24 de abril Perihelio N.º 8 |                              |                                                   | 5 de agosto Perihelio N.º 9                       | 5 de agosto Perihelio N.º 9                           |                                                                | 16 de noviembre Perihelio N.º 10                  | 16 de noviembre Perihelio N.º 10                             |                                                              |                                                              |
| 2021 |                             | 16 de febrero cuarto sobrevuelo a Venus (102 días) | 16 de febrero cuarto sobrevuelo a Venus (102 días) | 16 de febrero cuarto sobrevuelo a Venus (102 días) |                             |                              |                                                   |                                                   |                                                       | 11 de octubre quinto sobrevuelo a Venus (96 días)              | 11 de octubre quinto sobrevuelo a Venus (96 días) | 11 de octubre quinto sobrevuelo a Venus (96 días)            |                                                              |                                                              |
| 2022 |                             | 21 de febrero Perihelio N.º 11                     | 21 de febrero Perihelio N.º 11                     |                                                    | 28 de mayo Perihelio N.º 12 | 28 de mayo Perihelio N.º 12  |                                                   |                                                   | 1 de septiembre Perihelio N.º 13                      | 1 de septiembre Perihelio N.º 13                               |                                                   | 6 de diciembre Perihelio N.º 14                              | 6 de diciembre Perihelio N.º 14                              |                                                              |
| 2023 |                             |                                                    | 13 de marzo Perihelio N.º 15                       | 13 de marzo Perihelio N.º 15                       |                             | 17 de junio Perihelio N.º 16 | 17 de junio Perihelio N.º 16                      |                                                   | 23 de septiembre Perihelio N.º 17                     | 23 de septiembre Perihelio N.º 17                              |                                                   | 24 de diciembre Perihelio N.º 18                             | 24 de diciembre Perihelio N.º 18                             |                                                              |
| 2023 |                             |                                                    |                                                    |                                                    |                             |                              | 16 de agosto sexto sobrevuelo a Venus (92 días)   |                                                   |                                                       |                                                                |                                                   |                                                              |                                                              |                                                              |
| 2024 |                             |                                                    | 25 de marzo Perihelio N.º 19                       | 25 de marzo Perihelio N.º 19                       |                             | 25 de junio Perihelio N.º 20 | 25 de junio Perihelio N.º 20                      |                                                   | 25 de septiembre Perihelio N.º 21                     | 25 de septiembre Perihelio N.º 21                              |                                                   | 19 de diciembre Perihelio N.º 22 primera aproximación al sol | 19 de diciembre Perihelio N.º 22 primera aproximación al sol | 19 de diciembre Perihelio N.º 22 primera aproximación al sol |
| 2024 |                             |                                                    |                                                    |                                                    |                             |                              |                                                   |                                                   |                                                       | 2 de noviembre séptimo sobrevuelo a Venus (periodo de 88 días) |                                                   |                                                              |                                                              |                                                              |
| 2025 |                             |                                                    | 18 de marzo Perihelio N.º 23                       | 18 de marzo Perihelio N.º 23                       |                             | 14 de junio Perihelio N.º 24 | 14 de junio Perihelio N.º 24                      |                                                   | 10 de septiembre Perihelio N.º 25                     | 10 de septiembre Perihelio N.º 25                              |                                                   | 7 de diciembre Perihelio N.º 26                              | 7 de diciembre Perihelio N.º 26                              |                                                              |

## Resultados
| Fecha                             | Hallazgo |
| --------------------------------- | --- |
| 6 de noviembre de 2018            | Observó los primeros retrocesos magnéticos: inversiones repentinas en el campo magnético del viento solar. |
| 4 de diciembre de 2019            | Se publicaron los primeros cuatro trabajos de investigación que describen los hallazgos durante las dos primeras inmersiones de la nave espacial cerca del Sol. |
| 4 de diciembre de 2019            | Descubrió evidencia de una zona libre de polvo cósmico de 5,6 millones de kilómetros de radio desde el Sol, debido a la vaporización de partículas de polvo cósmico por la radiación del Sol. |
| 28 de abril de 2021               | Encontró las condiciones magnéticas y de partículas específicas en radios solares de 18,8 que indicaban que penetró en la superficie de Alfvén; esto debido a que la Sonda midió el entorno del plasma del viento solar con sus instrumentos FIELDS y SWEAP. Este evento fue descrito por la NASA como "tocar el Sol". |
| Descubrimiento del cometa PSP-001 | |
| 25 de septiembre de 2022          | El astrónomo aficionado australiano y participante en el proyecto Sungrazer de NASA, Peter Berrett, descubrió este cometa mediante las imágenes del 29 de mayo de 2022, parte del acercamiento #12 de la Sonda al Sol. El cometa pertenece al grupo Kreutz.                                                            |